# Trinko
Trinko je priimek več znanih Slovencev:
- Ivan Trinko (1863-1954), duhovnik, pesnik, prevajalec in buditelj narodne zavesti
- Ivan Trinko pisatelj (Beneška Slovenija, Hajdimo v Rezijo)
- Janez Trinko (1907-1969), frančiškan in duhovnik med izseljenci v ZDA